# U-1233
 U-1233  — немецкая подводная лодка типа IXC/40, времён Второй мировой войны. 
Заказ на постройку субмарины был отдан 14 октября 1941 года. Лодка была заложена 29 апреля 1943 года на верфи судостроительной компании Дойче Верфт АГ, Гамбург, под строительным номером 396, спущена на воду 23 декабря 1943 года, 22 марта 1944 года под командованием корветтен-капитана Ганса-Иоакима Куна вошла в состав учебной 31-й флотилии. 1 ноября 1944 года вошла в состав 33-й флотилии. ;Командиры лодки: * 22 марта 1944 года — 14 апреля 1945 года корветтен-капитан Ганс-Иоаким Кун. * 15 апреля 1945 года — 8 мая 1945 года оберлейтенант Гейнрих Ниемайер. Лодка совершила	один боевой поход, успехов не достигла. 24 июня 1945 года переведена из Вильгельмхафена в Лох-Риэн, Шотландия. Потоплена 29 декабря 1945 года в районе с координатами 55°51′ с. ш. 08°54′ з. д. артиллерийским огнём британского эсминца HMS Onslaught в рамках операции «Дэдлайт». 